# Броненосці берегової оборони типу «Герлуф Тролле»
Броненосці берегової оборони типу «Герлуф Тролле» ― тип броненосців берегової оборони ВМС Данії.

## Конструкція

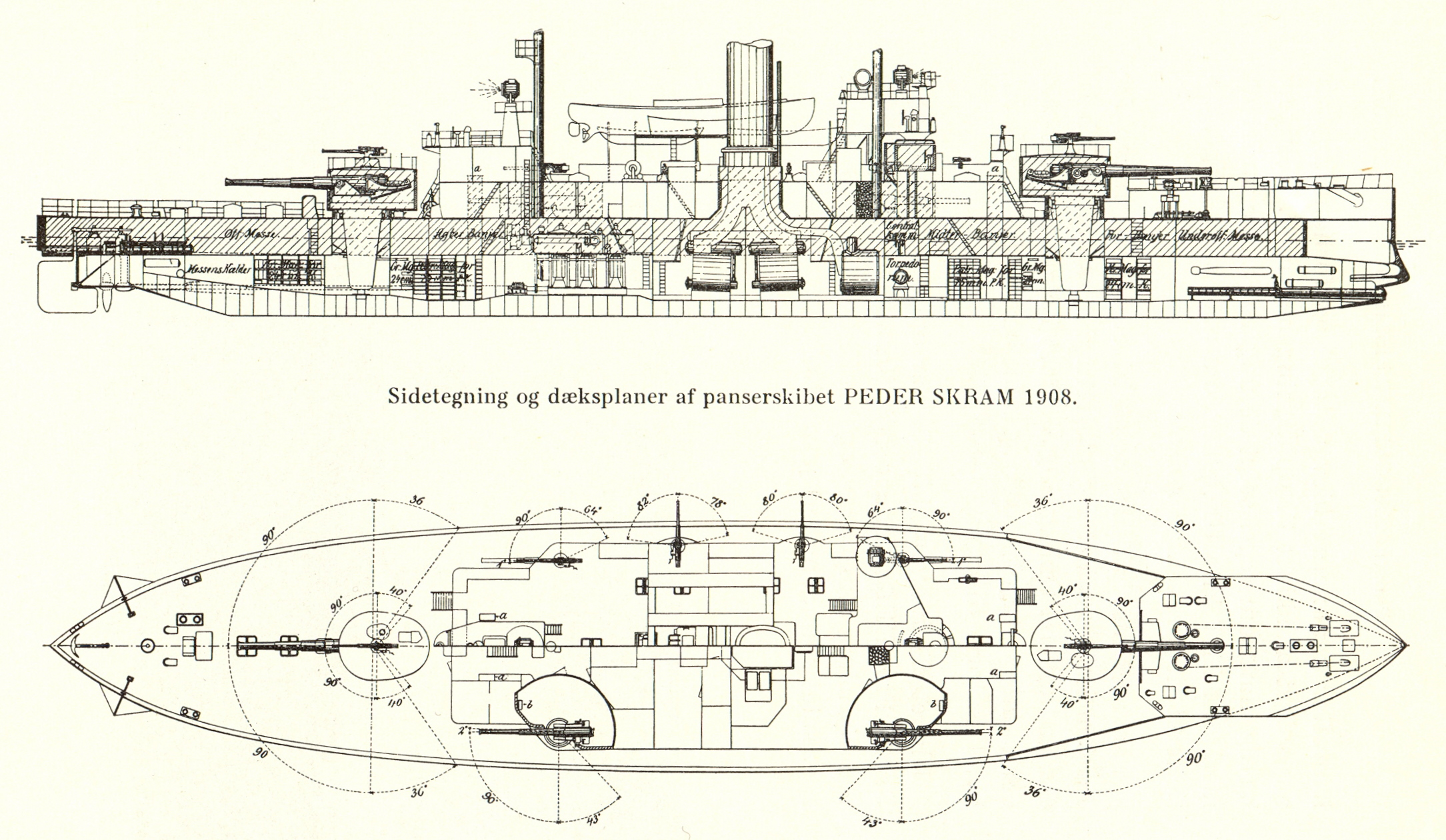
План представника типу Peder Skram.

Низькобортні кораблі з невеликим піднятим баком, який дещо покращував їх морехідність у порівнянні з попереднім проєктом. Оскільки кораблі будувалися послідовно, у кожному з наступних запроваджувалися вдосконалення за результатами випробувань попередника. Через це кораблі дещо відрізнялися розмірами, бронюванням та озброєнням.  

### Броня
Кораблі мали двадцяти сантиметрову поясну броню і 18 сантиметрову броню башт.

### Озброєння
Основним озброєнням кораблів були дві 240 міліметрові гармати розміщені у баштах на кінцях корабля. Допоміжне озброєння складалося з чотирьох 150 мм гармат у казематах та  десяти 57 мм гармат.

## Кораблі
| Ім'я          | Будівник                  | Закладені           | Спущено на воду    | Завершено            | Доля                                                      |
| ------------- | ------------------------- | ------------------- | ------------------ | -------------------- | --------------------------------------------------------- |
| Герлуф Тролле | Копенгагенська корабельня | 20 липня 1897 р     | 1 вересня 1899 р   | 7 червня 1901 року   | знятий з експлуатації, квітень 1932 р                     |
| Ольфер Фішер  | Копенгагенська корабельня | 20 жовтня 1900 р    | 9 травня 1903 року | 31 травня 1905 року  | Постраждалий, жовтень 1936 р                              |
| Педер Скрам   | Копенгагенська корабельня | 24 квітня 1905 року | 2 травня 1908 року | 24 вересня 1908 року | Затоплений під час операції "Сафарі", 29 серпня 1943 року |

## Служба
Два кораблі типу були виключені зі складу флоту до початку Другої світової війни, при чому Olfert Fischer певний час використовувався як плавуча мішень для навчань морських льотчиків. Peder Skram був затоплений власним екіпажем під час операції німецьких окупаційних військ з роззброєння данських збройних сил. Пізніше піднятий німцями та включений до складу Крігсмаріне як Adler. Повторно потоплений авіацією союзників у квітні 1945. 